# Distretto di Chiquián
Il distretto di Chiquián è un distretto del Perù nella provincia di Bolognesi (regione di Ancash) con 4.087 abitanti al censimento 2007 dei quali 3.718 urbani e 369 rurali.
È stato istituito fin dall'indipendenza del Perù.